# Lago di Bilancino
Il lago di Bilancino è un lago artificiale nel Mugello, presso Barberino di Mugello in provincia di Firenze.

## Storia
Già sul finire degli anni cinquanta si fece strada l'ipotesi di creare uno sbarramento sul fiume Sieve, in località Bilancino, onde limitare i rischi di alluvione nella piana dell'Arno e sopperire al bisogno idrico di Firenze e Prato.
Dopo l'alluvione di Firenze (novembre 1966) uno studio di ingegneria di Milano (Franco Cambi - Renato Sacchi) elaborò un progetto di massima per uno sbarramento sul fiume Sieve proprio in località Bilancino. Lo scopo del progetto era, nell'immediato, l'imbrigliatura delle acque del fiume e, in prospettiva, l'utilizzo delle stesse per uso potabile e per la produzione di energia elettrica. Tale progetto fu poi sottoposto all'esame degli Enti locali nel 1968.
Fu solo nel 1978 tuttavia che si costituì il "Consorzio per le risorse idriche. Schema 23 Firenze", formato da 10 comuni della piana (attuali province di Firenze e Prato). Gli studi di progetto vennero affidati agli ingegneri Giuseppe Baldovin, Arrigo Forasassi e Giorgio Hautmann e ad Alessandro Martelli (ingegnere capo del Consorzio Schema 23); gli elaborati furono presentati nel 1982 e nel 1984 venne stipulata una convenzione tra la Regione Toscana, il comune di Barberino, la Comunità Montana e la Provincia di Firenze che prevedeva la trasformazione dell'invaso in un vero e proprio lago, con la conseguente creazione di aree attrezzate e di recupero lungo le sponde: in particolare vennero previste 5 aree comprensive di un centro permanente di ricerca e controllo per problemi ambientali, un'area faunistico-venatoria e un polo di sport acquatici.
I lavori di sbancamento e risistemazione furono avviati nello stesso 1984, ma se le opere relative alla diga procedevano speditamente, più complesso fu l'iter della torre di presa e della casa di guardia, per la quale i tre progettisti incaricati avevano presentato un progetto "in stile" rifiutato dalla committenza. A tal fine nel 1987 venne incaricato l'architetto Angelo Villa di redigere un nuovo progetto, presentato l'anno successivo e immediatamente approvato; i lavori per queste due fabbriche furono avviati nel luglio 1991 e conclusi ufficialmente il 21 febbraio 1996.
La diga è stata ufficialmente inaugurata con l'apertura al pubblico nell'ottobre 1999.

## La diga

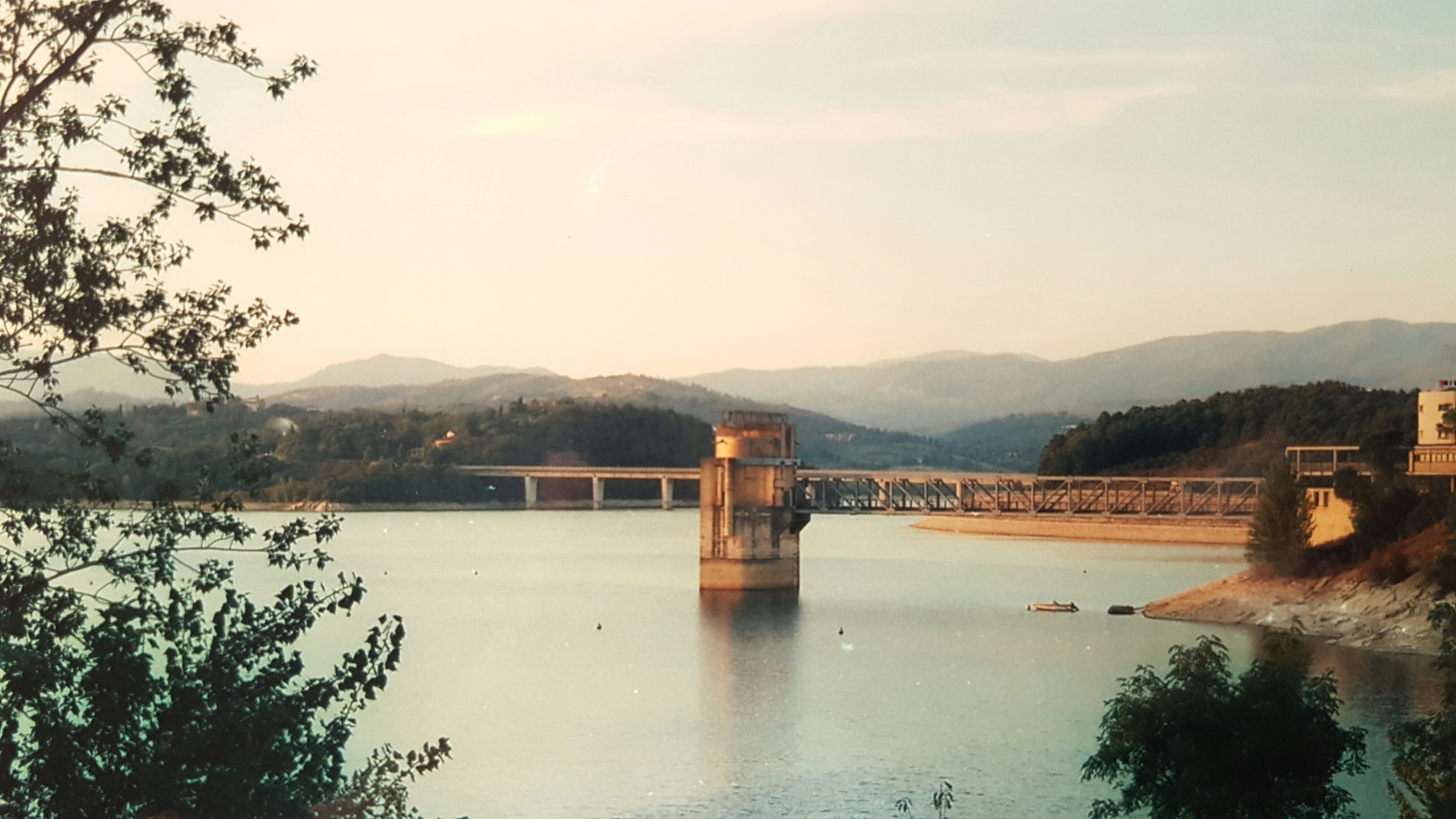
In primo piano la Torre Idraulica, in lontananza sulla destra l'imponente bastione di contenimento del lago.

La diga è costituita da un imponente bastione che adattandosi parzialmente all'orografia del sito definisce il margine sud-orientale del lago; tale bastione presenta sul versante orientale una scarpata terrazzata rivestita di manto erboso e scandita da camminamenti d'ispezione sia in verticale che in orizzontale; sul versante verso il lago, un'interrotta pendenza in massi calcarei e ciottoli di ghiaia. Sul culmine di tale sezione triangolare è posizionata la viabilità di servizio che, partendo dalla variante della statale della Futa in coincidenza con l'abitato di Bilancino, conduce ai due corpi della casa di guardia e della torre di presa, collegate da un'aerea passerella metallica. La viabilità di collegamento, dall'andamento sinuoso e dal carattere panoramico, è scandita regolarmente da speroni triangolari (alternativamente a monte e a valle) aventi funzione di sosta e di controllo.

## La casa di guardia
In corrispondenza con l'imbocco scarico di fondo e derivazione sulla Sieve ed al termine della viabilità di servizio della diga, è situata la struttura progettata da Angelo Villa, caratterizzata da uno stile decisamente moderno e funzionale e dall'uso prevalente e volutamente tecnologico di cemento faccia vista, vetro cemento e profilati metallici di tipo industriale. Il complesso si compone di due edifici dalla volumetria compatta e dal linguaggio omogeneo, rispettivamente la casa di guardia ed il centro servizi a monte e la torre di presa a valle, raccordati tramite una passerella a sbalzo dal tono volutamente industriale, costituita da 16 campate di travi Vierendell (non è Vierendel, ma Mohniè, è a triangoli....) e con pavimento e parapetto in pannelli di Orsogrill.
La casa di guardia presenta un impianto rigorosamente geometrico ed assiale, laddove la pianta complessiva di un trapezio è ottenuta tramite la giustappozione di due diversi moduli: un trapezio con iscritto un cerchio a monte (la casa di guardia) ed un triangolo il cui vertice è tagliato per raccordarsi al corpo della passerella, adibito a semplice muro perimetrale al piano terra. Tali nuclei sono collegati al primo livello tramite un piano interamente vetrato a pianta trapezoidale, di fatto la centrale di controllo dell'intero impianto, ammorsato a monte allo sperone cilindrico del corpo della casa di guardia. I due piani superiori (secondo e terzo) sono ricavati nel nucleo cilindrico della torre (in cemento, vetro e vetrocemento) e presentano ambedue una pianta circolare e simmetrica, sul cui asse sono distribuiti rispettivamente il vano scale (a monte) e la sala panoramica finestrata (verso la diga).

## La torre di presa
La torre di presa presenta anch'essa una volumetria compatta, definita da una muratura in cemento con aperture in vetrocemento all'ultimo livello e sovrastata da una trasversale passerella d'ispezione a travi reticolari metalliche. La pianta è in questo caso pseudoellittica e l'edificio si articola su 5 livelli; i primi tre (identici, in parte al di sotto del livello dell'acqua) ospitano le condotte metalliche e le bocche di presa; i due superiori, raccordati da un vuoto con scala centrale di collegamento, hanno funzioni di servizio e sono in quota con la passerella metallica.

## La zona di Bilancino

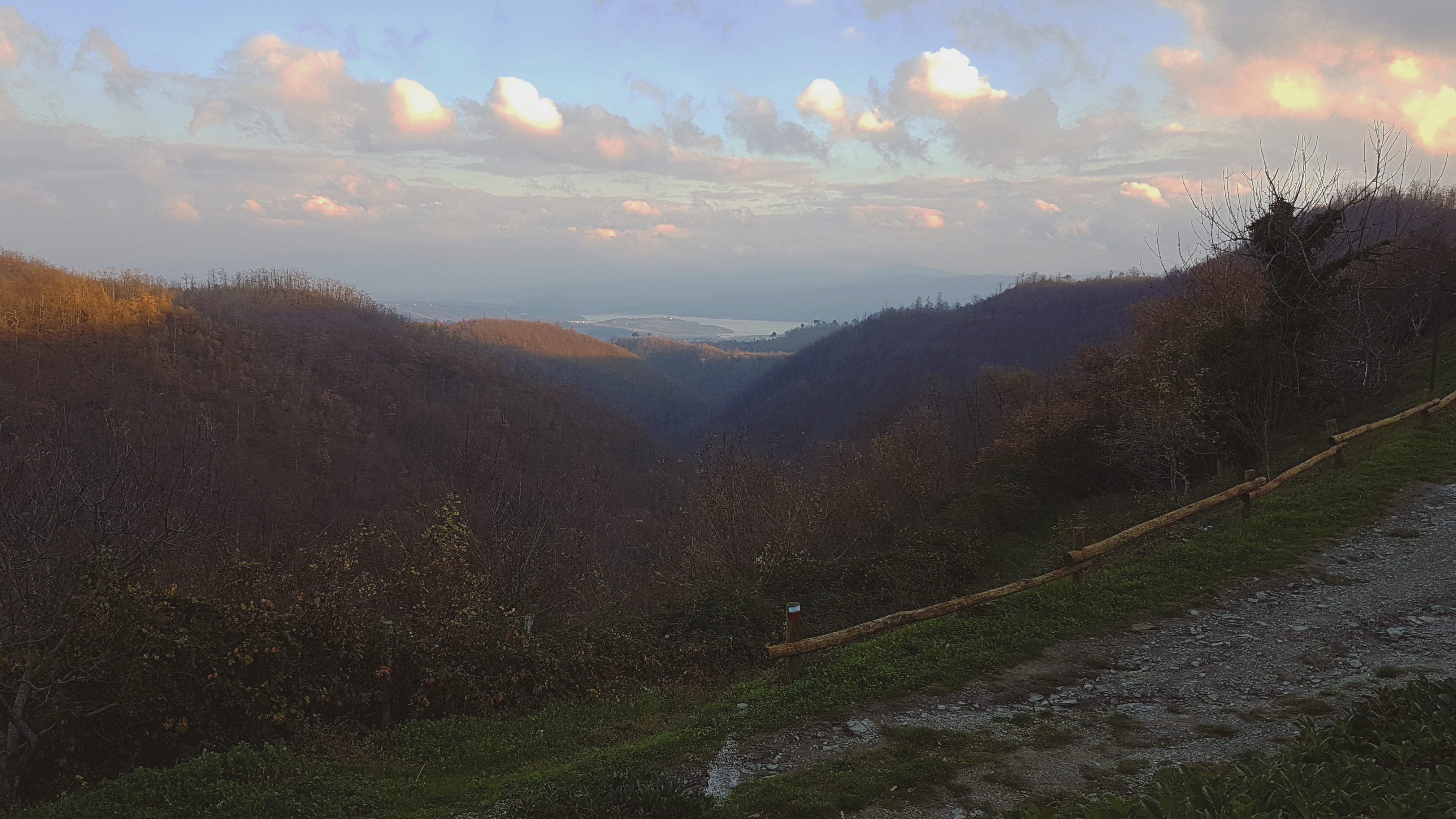
Il lago di Bilancino visto da Montecuccoli.

La diga e le due strutture di servizio della torre di presa e della casa di guardia sono situate al margine sud orientale dell'invaso di Bilancino, ampia superficie idrica oggi adibita anche a lago. Tale lago è posizionato all'interno del territorio comunale di Barberino di Mugello, a ovest della statale 65 della Futa, importante asse viario di collegamento interregionale tra Toscana ed Emilia-Romagna, e nelle immediate vicinanze del casello autostradale dell'Autostrada A1. Esso è al centro di un'area di rilevante valore paesaggistico e architettonico; nelle vicinanze due complessi architettonici di valore monumentale -le ville medicee di Cafaggiolo (a valle, sulla statale) e del Trebbio (a monte, nelle pendici di sud ovest)- e tutt'attorno un ricco e ben conservato patrimonio naturale e antropizzato: boschi, colture, pievi e case coloniche. In tale sistema particolare rilievo assumono quei complessi (come ad esempio la chiesa e il borgo di San Giovanni in Petroio) dai quali si gode un panorama del nuovo e vasto lago.
L'ingresso alla diga e al lago è segnalato, sul versante sud-est, da un sistema urbano volutamente conservato, il borgo di Bilancino, piccolo nucleo lungo strada (la variante 65 della Futa) definitosi nel XIX secolo.
La riva del lago, durante la stagione estiva, è balneabile ed è attrezzata con alcuni veri e propri stabilimenti.

## Fauna ittica
La fauna ittica è rappresentata da carpe, con esemplari pescati di oltre otto chilogrammi, carassi, cavedani, persici trota, lucci anche di grandi dimensioni (questi ultimi, insieme ai carassi, già presenti nelle cave preesistenti alla formazione del lago) ed alborelle. Verificata è inoltre la presenza di barbi, trote e vaironi, tutti provenienti dai torrenti che alimentano il bacino, ed anche anguille e tinche, a seguito di un ripopolamento del 2000 con soggetti di taglia di 2-300 grammi. Sono presenti infine anche persici reali, persici sole, pesci gatto (non molti) e qualche siluro. Come ordine di grandezza, tramite metodi indiretti, la biomassa ittica attualmente presente nel bacino è stimabile intorno alle 4-5 tonnellate con un'analoga produttività ittica annuale.

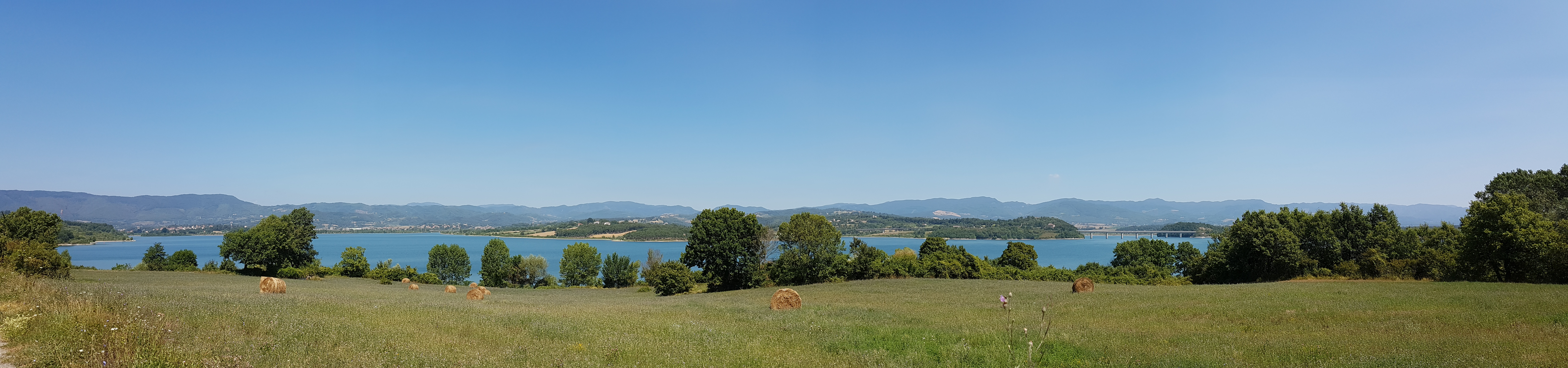
Panoramica del lago di Bilancino dalla località San Giovanni in Petroio. Sulla destra è visibile un cavalcavia della SR65 della Futa.